# هابوکن (نیوجرسی)
هوبوکن (به انگلیسی: Hoboken) شهری در ایالت نیوجرسی کشور ایالات متحده آمریکا است که جمعیت آن در سرشماری سال ۲۰۱۰ میلادی، ۵۰٬۰۰۵ نفر بوده‌است. این شهر زادگاه فرانک سیناترا، یکی از مشهورترین خوانندگان قرن 20، می‌باشد که خیابانی در حاشیه شهر به نام این خواننده مشهور نامگذاری شده است.